# Manon Raeman
Manon Raeman is een personage uit de Vlaamse soap Thuis. Manon, die gespeeld werd door Kristine Van Pellicom, maakte van 2004 tot 2005 deel uit van de serie.

## Fictieve biografie
Manon werkte in de boetiek waar Marianne en Ann vaak kwamen. Daar heeft ze Ann voor het eerst ontmoet. Ze zijn vriendinnen geworden, maar later begon Manon iets meer dan vriendschap te voelen voor Ann. Ze besloot dat aan Ann (die op dat moment nog hetero dacht te zijn) te tonen. Eerst was Ann in de war en ontliep ze Manon, maar ze heeft uiteindelijk toegegeven aan haar gevoelens. Manon was dus de eerste vriendin van Ann.
Het ging goed, maar Manon moest voor werk naar New York verhuizen. Ann is een tijdje mee geweest, maar het vlotte niet meer tussen de twee en ze zijn in vriendschap uit elkaar gegaan.